# 伊斯蘭女性主義

伊斯蘭女性主義的標誌，代表女性的符號鑲嵌著星月圖案。

伊斯蘭女性主義是女性主義的一種，關注著伊斯蘭教的女性角色。它的目標是達成所有穆斯林的平等，不管性別是男是女，不管在公共領域還是私人領域。伊斯蘭女性主義者支持以伊斯蘭的模式建立女權、性別平等與社會正義。雖然伊斯蘭女性主義植基於伊斯蘭教，其支持者也運用了世俗的、歐洲的或非穆斯林的女性主義模式，並且將伊斯蘭女性主義視為世界女性主義運動的一環。該運動的支持者不斷強調《古蘭經》裡的平等觀念，並鼓勵人們研究《古蘭經》、聖訓以及沙里亞法規關於建立平等正義社會的論述，以便質疑父權體制詮釋下的伊斯蘭教。總的來說，伊斯蘭女性主義可以被歸類為伊斯蘭教裡的解放運動。

## 定義
伊斯蘭學者認為伊斯蘭女性主義比世俗的女性主義還要激進，並以《古蘭經》的中心思想為主線。
直到最近，伊斯蘭女性主義更是進一步發展。伊斯蘭團體試著改革社會的各個層面以獲得大眾支持，並教育穆斯林婦女學會表達自己在社會裡所扮演的角色。伊斯蘭女性主義的歷史發展與它那大有可為的前景是有爭議的，但我們發現《古蘭經》除了一定程度地尊重婦女之外，也強調了男人的優越性。事實上，《古蘭經》也提高了婦女的權利與地位。不過《古蘭經》允許女性有權向丈夫繼承財產與要求尊嚴的規範也是一些人反對伊斯蘭女性主義的理由，他們認為女性的權利已經盡善盡美了。然而，支持伊斯蘭女性主義的婦女主要來自社會的中上階層，因為她們的經濟地位足以讓她們免於社會習俗的壓力。

### 伊斯蘭女性主義者、穆斯林女性主義者與伊斯蘭主義者
「伊斯蘭女性主義」、「穆斯林女性主義」和「伊斯蘭主義」等詞彙之間的意義有所不同。「伊斯蘭女性主義者」以伊斯蘭教及其教導為本，希望男女在私人與公共領域各方面都達到完全的平等，此外他們也可能致力於非穆斯林的女性主義。「穆斯林女性主義者」自認為自己不僅是穆斯林，也是女性主義者，但他們也可能引用非伊斯蘭的概念；例如運用世俗的國家法律或國際化的人權概念以消除性別的不平等。「伊斯蘭主義者」則支持政治化的伊斯蘭教，那是《古蘭經》與聖訓所呼籲建立的哈里發國政教合一制度；有些伊斯蘭主義者支持公共領域的女權，但並不試圖挑戰私人領域的性別不均等。
必須強調的是，上面所說的女性主義者未必都是女性。

## 伊斯蘭女性主義的發展

### 初期的改革
西元七世紀伊斯蘭教對社會的改革在女權方面影響了婚姻、離婚以及繼承權等各個層面。當時其他文化並沒有這類社會改革，即使是西方國家也遲了數世紀之久。《牛津伊斯蘭辭典》（The Oxford Dictionary of Islam）敘述：阿拉伯婦女地位的整體改革包括了禁止殺女嬰以及承認婦女的人格地位。以往新娘要把婚禮中男家給予女家的財產交給她的父親，伊斯蘭教則主張新娘自行保留，作為個人財產。就伊斯蘭法而言，婚姻不再是一種「身分地位」，而是一種契約，男子要同一名女子結婚要徵得她的同意。「伊斯蘭教賦予婦女在父系社會中擁有財產繼承權，不像從前只限於男性親屬。」德國學者席默爾（Annemarie Schimmel）說，「與前伊斯蘭時期相比，女性地位有了很大的提高；女性有了該有的權利，至少伊斯蘭法就表面而言是這樣的。婦女有權管理自己在家庭裡的財產或靠自己苦幹掙來的錢。」瓦特（William Montgomery Watt）表示，穆罕默德就歷史而言，能夠被視為女權的代表，他大大地改革了當時的社會。瓦特解釋：「伊斯蘭教興起之初，婦女的地位是悲慘的──她們沒有財產權，而且也只是屬於男人的財產。要是她們的丈夫死了，所有的財產都歸兒子所有。」然而穆罕默德卻藉由「規範財產權、繼承權、教育與離婚等事宜，賦予了婦女基本的保障。」哈達德（Haddad）與厄斯帕希多（John Esposito）則表示，「穆罕默德讓婦女在家庭生活、婚姻、教育以及經濟等方面擁有權利與特權，有助於改進婦女的社會地位。」
就女性權利而言，沙里亞法規之下的婦女同20世紀前期的西方法制比起來擁有的權利更多。例如，就傳統的沙里亞法規詮釋上，婦女有權在婚後保留自己的姓氏；有權繼承或轉贈財產；有權獨立處理自己的財產；有權簽訂結婚與離婚的契約。相反地，法國已婚婦女的權利限制一直要到1965年才被解除。

### 中古時代
前現代時期並不存在正規的女權運動，但仍有重要人士呼籲促進婦女的權利與自主權。中古時代的神秘主義者兼哲學家伊本·阿拉比認為女性有能力達到和男人一樣的精神境界。十八世紀改革家弗迪奧之女阿斯瑪烏積極提升穆斯林婦女的識字率與教育程度。

### 十九世紀
現代伊斯蘭女性主義濫觴於十九世紀晚期。埃及法學家卡希姆·艾敏（Qasim Amin）於1899年發表了頗具前瞻性的《女性解放》（Tahrir al-Mar'a）一書。他被認為是埃及女性主義之父。在此書中他批評了當時社會所盛行的某些習俗，例如一夫多妻制、蒙面紗以及帷幕制度，也就是伊斯蘭教的性別隔離。他譴責這些習俗，認為這些習俗不僅和伊斯蘭無關，也違反伊斯蘭的精神。他的著作大大影響了伊斯蘭與阿拉伯世界的女性政治運動，直到今天仍受到廣泛的閱讀與引用。
然而，在艾敏所處的社會裡，更早從事女性主義評論的婦女卻較少人知曉。埃及的女性主義取向的出版社自1892年以來不斷努力引起外界的注意。埃及、土耳其、伊朗、敘利亞與黎巴嫩的男男女女甚至在此的前十年就已經開始閱讀歐洲的女性主義雜誌，他們還四處討論歐洲女性主義與中東女性主義的關聯性。

### 穆斯林女性主義
現代伊斯蘭女性主義的另一個面向興起於西方社會。那些自幼生長在移民家庭的人不僅常常面對主流社會的種族歧視，也遭受自家伊斯蘭社群的性別歧視。法國的年輕穆斯林婦女抵抗各方面的壓力，從地方上的性侵犯到強制遮蓋羞體都有。她們建立了名為「不作妓女，也不屈服」的女性主義運動，這個運動也散播到了其他國家。

### 借用世俗女性主義的概念
伊斯蘭世界女性主義的興起也和西方的影響有關，藉由提升政經實力以趕上西方強權與商業市場的方式提倡西方的觀念，例如普選權、人權與普及教育。

## 穆斯林屬人法與伊斯蘭女性主義

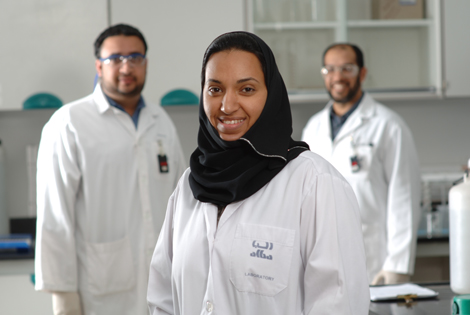
巴林的職業女性

回教女性主義的形式各有不同，但最重要的研究與宣傳工作之一是「回教屬人法」（或稱為「回教家庭法」）。回教屬人法主要涵蓋三個項目：婚姻、離婚與信仰的試煉。
人口以回教徒為主的國家早已公佈了某種回教屬人法，包括沙烏地阿拉伯、阿富汗、巴基斯坦、利比亞、蘇丹、塞內加爾、突尼西亞、埃及、印尼與孟加拉。回教徒佔少數但地方上已存在回教屬人法或考慮通過此法的國家有印度和南非。
總的來說，回教女性主義者反對許多國家所實施的屬人法，認為他歧視女性；有些回教女性主義者主張以《古蘭經》和聖行為基礎，改革屬人法。有些回教女性主義者一直積極推動這種他們認為有利於婦女的法律，強調屬人法必須大量參考回教婦女的意見，如此就有可能讓婦女免於歧視；其他的回教女性主義者——特別是那些居住在回教徒人口佔少數的民主國家的，選擇捨棄革新回教屬人法，並完全排拒這種法律，轉而尋求其居住國的民法法規。
對大部分的回教女性主義者來說，回教屬人法的某些規範很令人棘手，其中包括了：一夫多妻制、離婚、孩童的監護權、夫妻財產的維持。此外，還有屬人法的父權基礎，那是更明顯的議題。例如，男性作為一家之主的議題。

### 性
性與伊斯蘭教法學
儘管回教社會中存在著許多性的禁忌，有些阿訇仍認為《古蘭經》本身對於性的議題是持開放討論與正面態度的，他們認為回教是世界宗教中對性的議題最開明的。
世人對於《古蘭經》關於排斥同性戀的經文一直爭論不休，此經文和魯特的故事有關（見《古蘭經》經文11：69-83；29：28-35）。《古蘭經》似乎指的是男同性戀。當今的詮釋者與一些團體重新詮釋這些經文，希望能獲得較為寬鬆的兩性關係，包括了同性戀和雙性戀，但這在主流穆斯林社會中的阻力不小。

### 服裝
和希賈布有關的衣服種類 服裝與伊斯蘭教
回教婦女的另一項議題是關於服裝的規定。在某些文化中，例如阿富汗與沙烏地阿拉伯，則期望婦女穿著波卡或阿巴雅；然而在突尼西亞和土耳其，公共場所禁止穿戴頭巾。回教女性主義者則抗拒極端的服裝限制。
布爾基尼是一種回教婦女專用的泳裝，除了臉部、手掌與腳掌，全身都遮蓋起來。

### 相關名人
- 萊拉·艾哈默德（英语：Leila Ahmed） - 埃及裔美國人，專攻婦女研究的教授。
- 卡希姆·艾敏 - 伊斯蘭社會早期的女權支持者。
- 艾爾維亞·阿爾達蘭尼（英语：Elvia Ardalani） - 墨西哥籍作家，《從十字架到新月》（De cruz y media luna）一書的作者。
- 瑪格特·巴德蘭（Margot Badran） - 女性主義歷史學家兼女性研究學者。
- 阿斯馬·巴拉斯（英语：Asma Barlas） - 巴基斯坦裔的伊薩卡學院（英语：Ithaca College）教授，著有《伊斯蘭教的「信女」：解讀古蘭經的父權詮釋》（"Believing Women" in Islam: Unreading Patriarchal Interpretations of the Qur'an）。
- 慕哈妲蘭·畢畢（英语：Mukhtaran Bibi） - 巴基斯坦人，呼籲防治強暴與維護女權。
- 希林·伊巴迪 - 伊朗律師與人權活躍份子，創立「支持兒童人權協會」。此外她還致力於提升婦女與兒童的民主與人權，於2003年獲得諾貝爾和平獎。
- 法利德·厄薩克（英语：Farid Esack） - 南非的穆斯林學者與政治活躍者。
- 蘇姆雅·那馬內·貴蘇（英语：Soumya Naâmane Guessous） - 摩洛哥社會學家，積極提倡民權。
- 宰布恩尼薩·罕米杜拉（英语：Zaib-un-Nissa Hamidullah） - 巴基斯坦第一位女性專欄作家兼編輯，也是第一位在艾資哈爾大學演講的女性。她著有《公牛與女惡魔》（The Bull and the She Devil）。
- 蘿琪雅·薩哈瓦·侯賽因 - 孟加拉人，著有《蘇丹娜之夢（英语：Sultana's dream）》，是女性主義科幻小說（英语：feminist science fiction）的早期作品。此外她也創立了女子學校。
- 罕米達·賈凡希爾（英语：Hamida Javanshir） - 亞塞拜然慈善家，於1910年創立「穆斯林婦女高加索慈善社團」。
- 拿印·吉納（英语：Na'eem Jeenah） - 南非學者、作家與記者。
- 珊蘇那哈爾·瑪哈穆德（英语：Shamsunnahar Mahmud） - 孟加拉作家、教育家與政治人物。
- 爾沙德·曼吉 - 加拿大記者，著有《當今伊斯蘭教的困境》（The Trouble with Islam Today）一書。
- 法特瑪·梅爾尼希（英语：Fatema Mernissi） - 摩洛哥作家。
- 易卜拉欣·穆撒（英语：Ebrahim Moosa） - 杜克大學學者，專攻伊斯蘭法。
- 希琳·內沙特 - 伊朗裔美國藝術家。
- 阿斯拉·諾曼尼（英语：Asra Nomani） - 印度裔美國記者，著有《單獨佇立在麥加：一個美國婦女為伊斯蘭的靈魂而奮鬥》（Standing Alone in Mecca: An American Woman's Struggle for the Soul of Islam）一書。
- 那瓦爾·沙達維 - 埃及作家與醫師。
- 侯達·沙拉維（英语：Hoda Shaarawi） - 埃及早期的女性主義者。
- 珊米瑪·沙易卡（英语：Shamima Shaikh） - 南非最有名的女性主義者。
- 濟勒胡瑪·烏斯曼（英语：Zilla Huma Usman） - 巴基斯坦政治人物，於2007年2月遭暗殺。
- 阿米娜·瓦杜德（英语：Amina Wadud） - 美國穆斯林學者，主張男女在主麻日於清真寺共同禮拜。
- 貝娜齊爾·布托 - 巴基斯坦總理，於2007年12月27日遭暗殺。

## 外部連結
- 穆斯林女性地位的爭論與變革：伊斯蘭現代主義之觀點
- 公車政治學：一個台灣女生的伊斯蘭經驗[永久]
- 伊斯蘭原是解放女性之教
- 美籍女學者譯古蘭經另解「毆妻」引爭議 （页面存档备份，存于）